# Такасаки
Такасаки е град в префектура Гунма, Япония. Населението му е 369 733 жители (по приблизителна оценка от октомври 2018 г.), а общата площ 459,41 кв. км. Намира се в часова зона UTC+9 в югозападната част на префектурата си. Основан е на 1 април 1900 г. Градът разполага с футболен отбор.

## Побратимени градове
- Батъл Крийк (Мичиган, САЩ)
- Мултинлупа (Филипини)
- Пилзен (Чехия)
- Санто Андре (Бразилия)